# Musée de Boké
Le musée de Boké, aussi appelé musée du fortin de Boké, est un musée de Guinée situé à Boké, au bord du Rio Nunez, au nord-ouest de la capitale Conakry. C'est à l'origine un fort, transformé aujourd'hui en musée.

## Histoire

### Création du fort pendant la colonisation
la ville de Boké est la porte d'entrée de la colonisation en république  de Guinée, elle est connue pour son fort, construit en 1878. Il a connu l’incarcération de deux roi, Almamy Alpha Yaya Diallo roi de Labé et Dinah Salifou Camara, roi Nalou.

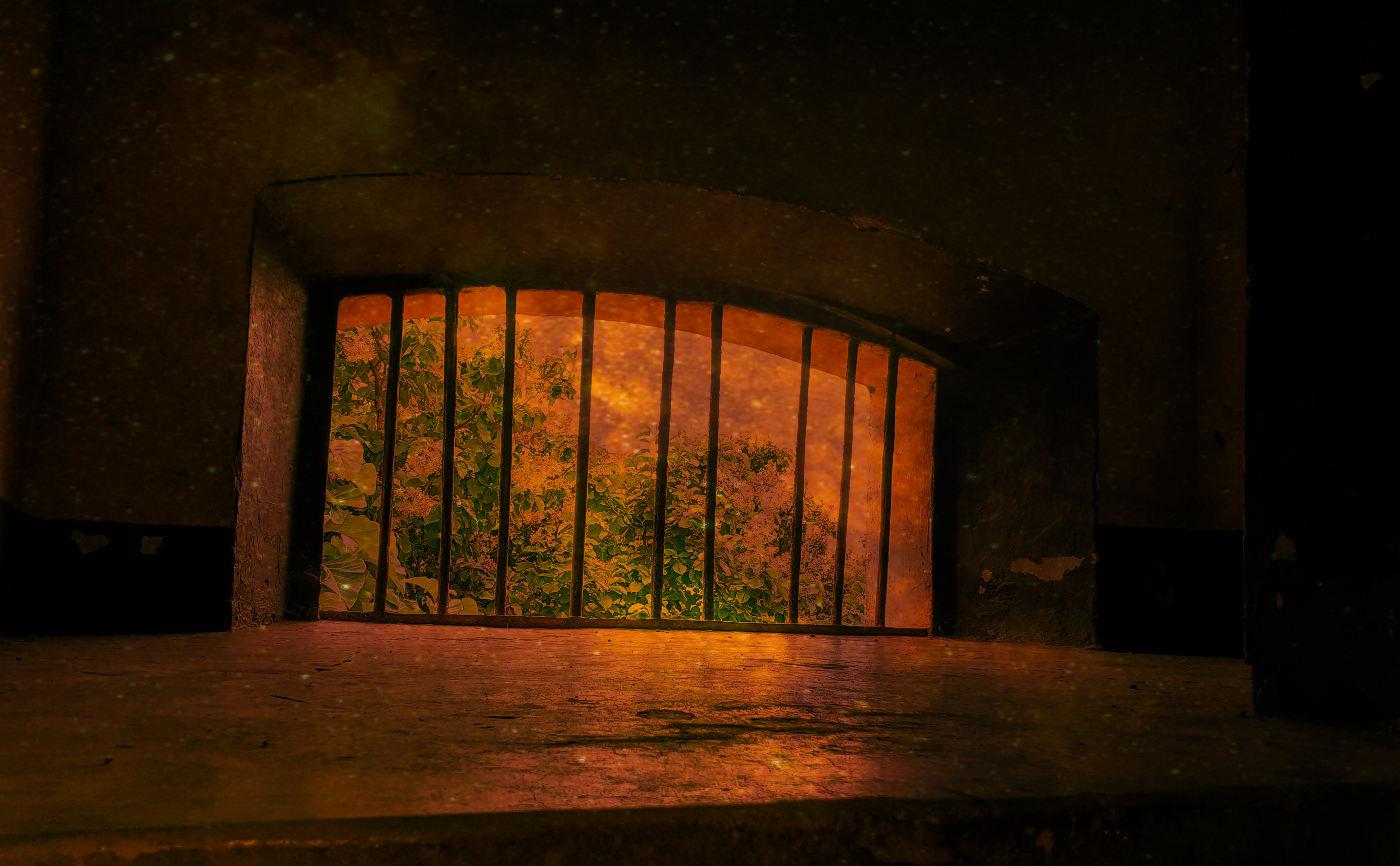
vue de l'intérieur de la prison.

Le sous-sol est occupé par de sinistres salles d'interrogatoire, témoins des « entretiens musclés » que l'administration coloniale faisait subir à ceux qui allaient devenir tirailleurs sénégalais.

### Après l'indépendance
A l'avènement de l’indépendance de la Guinée, les objets d'art religieux sont confisqués par l'État et une politique de valorisation de la culture guinéenne est instaurée.
En 1971, le fort est transformé en musée par Ahmed Sekou Touré, puis restauré en 1982 par l'association des amis du musée.

## Collections
Le musée de Boké possède une collection d'objets provenant des différentes cultures et ethnies de la région, ainsi que des traces de l'administration de l'époque coloniale : des objets bagas tels que des tam-tams de communication, des tambours pour l'initiation des femmes, le serpent baga pour l'initiation des garçons, des guinzés « monnaie toma » et des masques nimba, symboles de fécondité. Au sous-sol du musée se trouvent aussi quelques cellules où les esclaves étaient enchaînés.

Tout comme le musée national de Sandervalia, la cour est décorée par les bustes des héros guinéens, érigés sous le régime du président Ahmed Sékou Touré ; ainsi ceux de Almamy Samory Touré, d'Alpha Yaya Diallo, de Dinah Salifou Camara, etc. Au milieu de cette cour, sont exposés de vieux canons et une stèle commémorant le départ de René Caillié, le 19 avril 1827, en direction de Labé, dans son voyage vers Tombouctou.